# Bagisara subusta
Bagisara subusta là một loài bướm đêm trong họ Noctuidae.